# アレクサンドル・ボルコフ (バレーボール)
アレクサンドル アレクサンドロヴィチ・ヴォルコフ（ロシア語: Александр Александрович Волков、1985年2月14日 - ）は、ロシアの男子バレーボール選手。モスクワ出身。ポジションはミドルブロッカー。元ロシア代表。

## 来歴
2002年、ロシア・スーパーリーグのディナモ・モスクワへ入団。ルチ・モスクワを経てディナモ・モスクワへ復帰し、2006年と2008年にリーグ優勝とロシア・カップ優勝の2冠を達成した。
ロシア代表のミドルブロッカーに選出され、2005年6月4日、タリンで行われた欧州リーグ・エストニア戦で代表デビュー。同年8月に開催された2005年ジュニア世界選手権ではベストブロッカー部門6位の成績を収め、金メダルを獲得した。
2007年からはロシア代表の主力選手としてワールドリーグ、欧州選手権でそれぞれ準優勝、ワールドカップで銀メダル獲得に貢献。2008年北京オリンピックでは銅メダル獲得に貢献した。
2010年6月、イタリア・セリエAのクーネオへ移籍した。
2012年8月のロンドンオリンピックでは、金メダルを獲得した。
2023年に現役引退。ベロゴリエ・ベルゴロドの監督に就任した。

## 球歴
- オリンピック - 2008年（銅メダル）、2012年（金メダル）
- 世界選手権 - 2006年（7位）、2010年（5位）
- ワールドカップ - 2007年（銀メダル）
- ワールドリーグ - 2007年、2010年（準優勝）、2008年、2009年（3位）
- 欧州選手権 - 2007年（準優勝）、2009年（4位）

## 所属クラブ
- ディナモ・モスクワ（2002-2004年）
- ルチ・モスクワ（2004-2005年）
- ディナモ・モスクワ（2005-2010年）
- ピエモンテ・バレー（2010-2011年）
- ゼニト・カザン（2011-2015年）
- ウラル・ウファ（2015-2016年）
- ガスプロム・ユグラ（2016年）
- ディナモ・モスクワ（2017年）
- ゼニト・サンクトペテルブルク（2017-2019年）
- ディナモLO（2019-2020年）
- ゼニト・カザン（2020-2023年）